# Björlanda
för tätorten med detta namn se Björlanda (tätort)
Björlanda är en stadsdel, och ett primärområde i stadsområde Hisingen i Göteborgs kommun, belägen på Hisingen i Göteborg. Stadsdelen har en areal på 3 575 hektar.
Området som ungefär motsvaras av Björlanda socken ligger på västra delen av Hisingen vid Nordre älvs fjord. Bebyggelsen präglades förr av lantbruk och fritidshusområden, men sedan mitten av 1980-talet har en omfattande villabebyggelse vuxit fram. Den är spridd på ett flertal orter: Hovgården Bergegården, Kippholmen, Låssby, Nolvik, Nolviks kile, Prästegården, Trulsegården och Västra Låssby. 
Björlanda kommun gick upp i Torslanda kommun 1 januari 1952, som i sin tur införlivades med Göteborgs stad 1 januari 1967.
Småbåtshamnen Björlanda kile har cirka 2 600 båtplatser. 
Fotbollsklubben IK Zenith hör hemma i Björlanda.

## Ortnamnet
Namnet Björlanda är känt sedan 1381, då det skrevs Biorland, Byorland i slutet av 1300-talet, Biærlandsogen 1499, Bureland i mitten av 1600-talet och slutligen Björlanda under 1800-talet. Betydelsen anses vara av ordet bjur med betydelsen kilformigt markstycke, av den å som rinner genom kyrkbyn och bildar flera kilformiga uddar. Även betydelsen bjur som i bäver förekommer.

## Hisingens äldsta boplats
En boplats från äldre hensbackakultur, daterad cirka 8 500 år före Kristus, är belägen i Björlanda socken, 1,6 kilometer syd- sydväst om Björlanda kyrka, cirka 500 meter väster om Kongahällavägen. Undersökningsområdet ligger cirka 36 meter över havet i en liten sadeldal mellan två bergshöjder. Berget norr om sadeldalen är betydligt högre än berget söder om. När boplatsen låg nere vid stranden, utgjorde det södra berget ett utmärkt skydd mot det öppna havet åt söder. Boplatsen låg då långt ut i havet i den arkipelag som fanns i området vid slutet av den senaste istiden. Då strandlinjen låg 35 meter över nuvarande nivå har boplatsen legat på södra stranden av en ö, med endast få öar söder och väster därom. Precis väster och öster om boplatsytan har det funnits skyddade vikar och därför varit ett lämpligt boplatsläge i den mellanliggande dalen.
Hela undersökningsområdet är cirka 1 000 kvadratmeter, och boplatsytan var inte större än cirka 150 kvadratmeter. Man har påträffat rikligt med fynd i form av redskap och avfall av flinta. Dessutom påträffades enstaka skivyxor, avslag och stycken med tillslagningskant, borrspetsar och övriga kärnor. Troligen har här funnits en grupp människor på 5-10 stycken.

## Nyckeltal

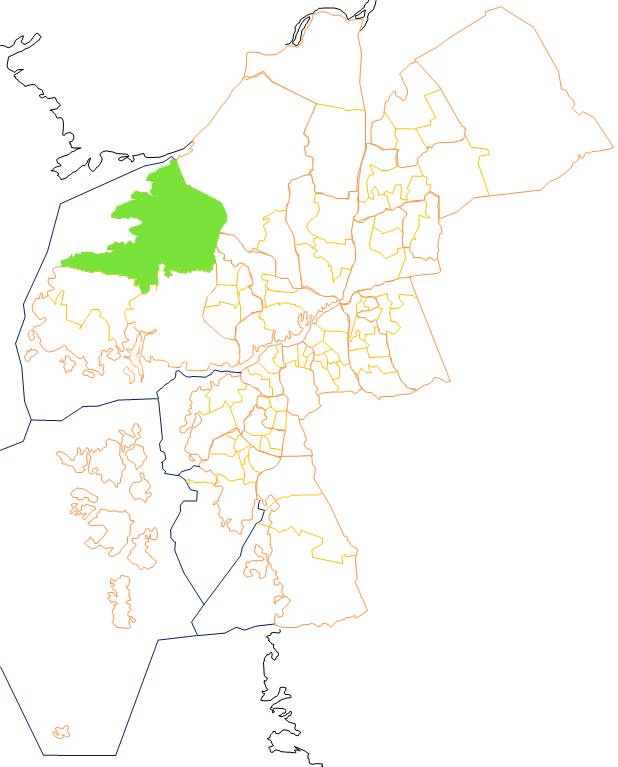
Björlanda

Nyckeltalen redovisar statistik som beskriver Göteborg och dess 96 delområden, primärområden, per den 31 december och kan användas för att jämföra de olika områdena. Nedan redovisas uppgifter för primärområdet och jämförelse görs mot uppgifterna för hela kommunen.
|                                                           | Björlanda  | Hela Göteborg |
| --------------------------------------------------------- | ---------- | ------------- |
| Folkmängd                                                 | 8 923      | 587 549       |
| Befolkningsförändring 2020–2021                           | +106       | +4 493        |
| Andel födda i utlandet                                    | 9,3 %      | 28,3 %        |
| Andel utrikes födda eller med två utrikes födda föräldrar | 13,3 %     | 38,1 %        |
| Medelinkomst                                              | 470 300 kr | 332 400 kr    |
| Arbetslöshet                                              | 2,1 %      | 6,6 %         |
| Antal ersatta dagar från F-kassan per person (16-64 år)   | 12,2       | 19,5          |
| Andel med eftergymnasial utbildning (minst 3 år)          | 39,1 %     | 37,9 %        |
| Andel bostäder byggda 1961–1970                           | 21,1 %     |               |
| Andel bostäder i allmännyttan                             | 0,0 %      | 25,9 %        |
| Antal färdigställda bostäder 2021                         | 103        |               |
| Andel bostäder i småhus                                   | 87,1 %     | 18,3 %        |

## Stadsområdes- och stadsdelsnämndstillhörighet
Primärområdet tillhörde fram till årsskiftet 2020/2021 stadsdelsnämndsområdet Västra Hisingen och ingår sedan den 1 januari 2021 i stadsområde Hisingen.